# 烟毒素
烟毒素（也称为野火毒素）是一种含氮有机化合物，化学式C11H19N3O6，是丁香假单胞菌（Pseudomonas syringae）合成單環β-内醯胺（TBL）类抗生素的前体物质。